# Genji Monogatari Emaki

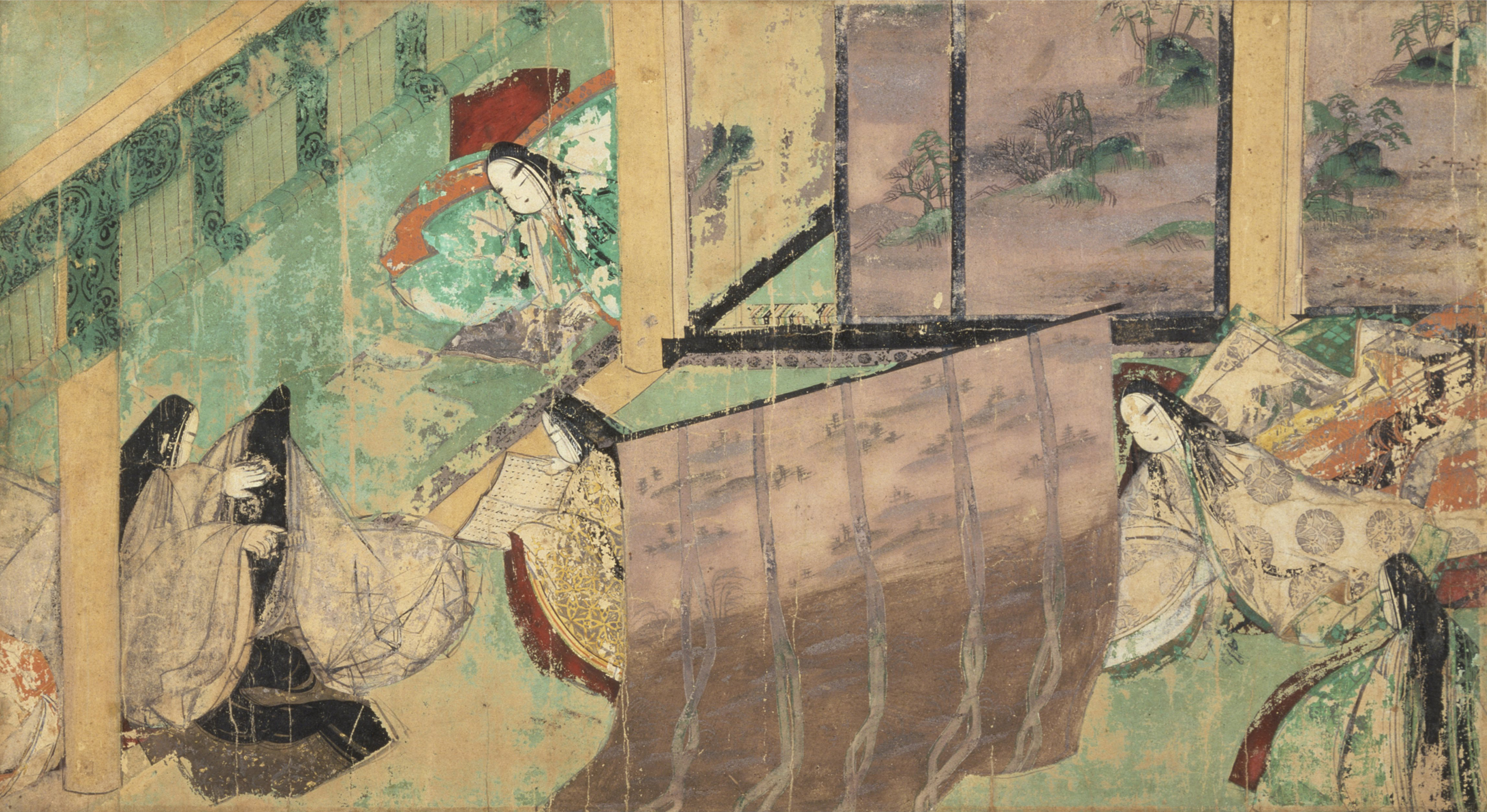
Una escena d'Azumaya del rotlle del Museu d'Art Tokugawa.

El Genji Monogatari Emaki (源氏物語絵巻), anomenat també el rotlle del Genji Monogatari, és un rotlle de pergamí il·lustrat a mà de l'obra de la literatura japonesa Genji Monogatari que data del segle xii. En el títol Genji Monogatari Emaki, la paraula emaki prové de la paraula emakimono que significa rotlle il·lustrat. Es consideren com a Tresors Nacionals del Japó.
Només en queden uns fragments que es troben a dos museus diferents: el Museu d'Art Tokugawa i el Museu Gotoh. Són molts fràgils i per raons de conservació només s'exposen rarament. El document original era fet de vint rotlles que en total feien uns 137 metres. Contenia més de cent pintures i més de tres-cents pàgines de cal·ligrafia de les quals només en queden dinou pintures, 65 pàgines de text i nou pàgines de fragments.